# Tuberenes vietnamensis
Tuberenes vietnamensis là một loài bọ cánh cứng trong họ Cerambycidae.